# Zilá Bernd
Zilá Bernd é uma pesquisadora brasileira da área de Letras, com ênfase em literatura brasileira e literatura afro-brasileira, literaturas francófonas das Américas e literatura comparada.

## Carreira
Graduou-se em Letras pela Universidade Federal do Rio Grande do Sul (UFRGS) em 1967, onde também concluiu o mestrado em 1977. Obteve o doutorado em Letras (Língua e Literatura Francesa) pela Universidade de São Paulo (USP) em 1987 e realizou pós-doutorado na Université de Montréal, no Canadá, em 1990.
Foi presidente da Associação Brasileira de Estudos Canadenses (ABECAN) entre 1999 e 2001 e do Conseil International d'Études Canadiennes entre 2003 e 2005. Professora titular aposentada da UFRGS, segue atuando como professora e orientadora convidada do Programa de Pós-Graduação em Letras da mesma instituição e como docente do Programa de Pós-Graduação em Memória Social e Bens Culturais da Universidade La Salle.
Seus estudos abordam temas como estudos canadenses e quebequenses, identidade e memória, mito, imaginários coletivos, mobilidades culturais, estudos culturais e relações interamericanas. É membro do Grupo de Trabalho Relações Literárias Interamericanas da ANPOLL e integrou o comitê de redação da revista Interfaces Brasil/Canadá entre 2000 e 2009.

## Premiações
Recebeu diversas distinções, incluindo os títulos de Officière de l'Ordre National du Québec e Officière des Palmes Académiques (França). Foi premiada com o Fato Literário (RBS, Banrisul e Governo do Rio Grande do Sul) em 2008, o Prix International du Gouverneur Général (2009), o prêmio Pesquisadora Gaúcha na categoria Letras e Linguística (FAPERGS, 2019) e a medalha Nobre Parceria da Embaixada do Canadá no Brasil (2017).

## Obras selecionadas (como autora)
- A queståo da Negritude. São Paulo, Brasiliense,1984.
- Negritude e literatura na América Latina. Porto  Alegre, Mercado Aberto,1987.
- Introduçåo à literatura negra. Såo Paulo, Brasiliense, 1988.
- O que é negritude.  Såo Paulo, Brasiliense,1988.
- Racismo e anti-racismo. São Paulo: Moderna, 1994.
- Littérature brésilienne et identité nationale. Paris: L’Harmattan, 1995.
- Américanité et mobilités (trans) culturelles. Québec: Presses de l´université Laval, 2009. Collection Américana, dirigée par J.F. Côté.
- Negritude e literatura na América Latina. Porto Alegre: Cirkula, 2018.
- A persistência da memória; romances da anterioridade e seus modos de transmissão intergeracional. Porto Alegre: Besouro Box, 2018.
- La persistance de la mémoire; les romans de l´antériorité et leurs modes de transmission internénérationnelle. Paris: Société des écrivains, 2018.

## Obras selecionadas (como organizadora)
- Brasil/Canadá: mobilidades (trans)culturais. Porto Alegre: Nova Prova e Abecan, 2008.
- Dicionário de figuras e mitos literários das Américas.. Porto Alegre: Editora da Uuniversidade/UFRGS e Tomo eidotrial, 2007, v.01. p. 706.
- Obra Seleta - João Ubaldo Ribeiro. Rio de Janeiro : Nova Aguilar, 2005 p. 1421.
- O viajante transcultural; leituras da obra de Moacyr Scliar. Com Regina Zilberman. Porto Alegre : EDIPUCRS, 2004 p. 222.
- Americanidade e Transferências Culturais. Porto Alegre : Movimento, 2003, v.1. p. 225.
- Unforseeable Americas: Questioning Cultural Hybridity in the Americas. Com Rita de Grandis. Amsterdam : Rodopi, 2000 p. 310.
- Confluences littéraires:  Brésil/Québec, les bases d'une comparaison. Com M. Peterson. Montréal, Ed. Balzac, 1992. 400 pages, 1992.
- Literatura e americanidade. Com M.C. Cmapos. Porto Alegre, Editora  da UFRGS, 1995.
- Fronteiras do literário: Literatura oral e popular Brasil/França. Com J. Migozzi. Ed. da Universidade, 1995. (Col. Ensaios, n.1)
- Frontières du littéraire: littératures orale et populaire Brési France. Limoges, PULIM, 1995.
- Imprevisíveis Américas: questões de hibridação cultural nas Américas. Com Rita de Grandis. Porto Alegre: Sagra-Luzzatto/ABECAN, 1995.
- Le littéraire et l´identitaire dans les Amériques. Com B. Andres. Québec: Nota Bene, 1999.
- Escrituras híbridas; estudos de literatura comparada interamericana. Porto Alegre: Editora da universidade (UFRGS), 1998.
- Identidades e estéticas compósitas. Com C. G. Lopes. Canoas: Editora La Salle/PPG-Letras/UFRGS, 1999.
- Memória e cultura: perspectivas transdisciplinares. Canoas: Salles/Unilasalle, 2009.
- Pensamento francês e cultura brasileira. Porto Alegre: EDIPUCRS, 2009.
- Antologia de literatura belga: entre real e surreal. Com M. Quaghebeur, R. Ponge e L. Abreu. Porto Alegre: Tomo editorial, 2009.
- Patrimônio e Memória; narratividade, rememoração e reminiscência. Com C. M. G. Grabein e Raquela A. S. Venera. Canoas: editora Unilasalle. 2019.
- Dicionário de expressões da memória social, dos bens culturais e da Cibercultura. Com P. V. M. Kayser. Canoas: editora Unilasalle, 2017. 2. edição rev. e aumentada.
- Memória social. revisitando autores e conceitos.  Com C.M.G. Graebin. Canoas: editora Unilasalle, 2018.